# Герб Ізяслава
Герб Ізя́слава — один з офіційних символів територіальної громади міста Ізяслава Ізяславського району Хмельницької області протягом 2013-2020 років.

## Опис
Гербовий щит має форму прямокутника з півколом в основі (т. зв. іспанський щит). У червоному полі щита зображена срібна міська брама з трьома вежами (кожна має по одній стрільниці і увінчана імператорською короною) та відчиненими воротами, у яких Погоня (срібний вершник у лицарському обладунку, що тримає у правиці меч, у лівиці — срібний щит із червоним дворівневим хрестом, на срібному коні).
Щит розміщено на картуші, що увінчаний міською короною.

## Історія
Затверджений 24 квітня 2013 року рішенням XL сесії міської ради VI скликання за ескізом В. Ільїнського.
За історичну основу взятий герб міста Новий Заслав з локаційного привілею курфюрста Саксонії, короля Польщі, Великого князя Литовського і Руського Августа III Фрідріха від 17 грудня 1754 року.

## Ресурси мережі
Вікісховище має мультимедійні дані за темою: Герб Ізяслава
- Герб і прапор міста Ізяслава [Архівовано 21 квітня 2013 у Wayback Machine.]